# 仁川級フリゲート
仁川級フリゲート（インチョンきゅうフリゲート、朝鮮語: 인천급 호위함、英: Incheon-class frigate）は大韓民国海軍のフリゲートの艦級。次期護衛艦事業（FFX）計画艦の第1バッチとして建造されたもので、1隻あたりの建造費は約120億円（1,100億ウォン）。

## 来歴
北方限界線付近で散発する武力衝突や江陵浸透事件のようなゲリラコマンド事案などに対抗する必要上、韓国海軍にとって沿岸防備は最重要任務の一つである。その中核戦力として、1980年代には浦項級コルベットおよび蔚山級フリゲートが建造されたが、2010年代にはこれらの艦の更新が必要になると考えられていた。
1998年11月、韓国海軍は、より強化・発展された作戦能力を備えた艦によってこれらの艦を更新する方針を明らかにした。これによって発足したのが次期護衛艦事業（Frigate eXperimental, FFX）計画であり、海軍は事業推進を確定した後、防衛事業庁との協議を経て概念設計を完了し、2006年に現代重工業と基本設計契約を締結した。当初は3,000トン級のフリゲートを24隻建造する計画であったが、計画が進捗するに従って2,700トンへと船体規模が縮小し、2008年、まず現代重工業が第1バッチとして2,300トン級フリゲート6隻の詳細設計及び建造契約を受注した。これによって建造されたのが本級である。

## 設計
本級では多用途性と居住性の向上が求められたことから、既存のフリゲート・コルベットと比して1,000トン以上の大型化となった。船型は中央船楼型を採用しており、乾舷が低めの主船体に、ステルス設計を取り入れた上部構造物を組み合わせている。前檣後部には、機関吸気口と煙突を一体化した構造物が設けられている。また船楼後端部の右舷側には格納庫が設けられており、その直後のヘリコプター甲板にはDCNS製のハープーン・グリッド着艦拘束装置を備えている。
国防科学研究所主管で開発された戦術情報処理装置が搭載されたほか、装備は全体に国産化が進められており、数量としては90パーセント以上が国産品となっている。主センサーも国産のSPS-550Kが搭載されたが、これはアクティブ・フェーズドアレイ・アンテナを使用する3次元レーダーである。
艦対艦ミサイルも国産の海星（SSM-700K）が採用され、4連装発射筒2基が搭載される。また、韓国は2017年にVLS発射型の巡航ミサイル（天竜）の開発に成功しており、これは本級を含むFFX計画艦にも搭載予定とされている。
艦砲は既存のフリゲート・コルベットより強力な62口径127mm単装砲（Mk.45 mod.4）とされたが、CIWSについては、従来の韓国海軍が使用してきたゴールキーパー（30mm口径）ではなく、ファランクス（20mm口径）が採用された。なお本級は、海軍で毎年選出される砲術最優秀戦闘艦の常連でもある。

## 同型艦

### 一覧表
艦名は、大韓民国の地方行政区画から採られている。
| #       | 艦名                             | 建造        | 進水            | 就役           |
| ------- | -------------------------------- | ----------- | --------------- | -------------- |
| FFG-811 | 仁川（インチョン） ROKS Incheon  | 現代重工業  | 2011年 4月29日  | 2013年 1月17日 |
| FFG-812 | 京畿（キョンギ） ROKS Kyonggi    | 現代重工業  | 2013年 7月18日  | 2014年 11月4日 |
| FFG-813 | 全北（チョンブク） ROKS Jeonbuk  | 現代重工業  | 2013年 11月13日 | 2015年 1月5日  |
| FFG-815 | 江原（カンウォン） ROKS Gangwon  | STX造船海洋 | 2014年 8月12日  | 2015年 11月    |
| FFG-816 | 忠北（チュンブク） ROKS Chungbuk | STX造船海洋 | 2014年 10月23日 | 2016年 1月26日 |
| FFG-817 | 光州（クァンジュ） ROKS Gwangju  | STX造船海洋 | 2015年 8月11日  | 2016年 11月9日 |

### 建造史
当初は2015年までにバッチ1の6隻全艦が引き渡される予定であったが、これは大幅に遅延し、2011年4月にネームシップが進水、2013年1月17日に海軍に引き渡された。その後、2016年までに計6隻が就役したが、同年にはFFX計画艦のバッチ2（大邱級）のネームシップが進水しており、以後の建造はこちらに移行した。
なお現代重工業は、フィリピン海軍向けとして、本級を発展させたホセ・リサール級フリゲートを建造している。

### 事件・事故
- 2014年、韓国軍全体の納入品偽装問題が明らかになる過程で、仁川級も本来フランス製であるべき電子機器冷却ファンなどが、台湾製にすり替えられていた事実が発覚している[14]。
- 2015年、本来ドイツ製であるべき操舵機のオイルポンプが、韓国製にすり替えられていた事実が発覚した。また数々の納入品偽装問題に関与したとされる元海軍参謀総長が、STXグループから7億ウォンを受け取り、本艦級に同社のディーゼルエンジンを採用するよう便宜を図った疑惑で拘束された[15]。
- 2015年、「江原」の建造では複数の不良施工が発覚している。同艦の試験運行中に錨が突然落下しバウソナーのカバーを破壊したが、これは本来2つあるはずの錨を固定する固定ピンが1つしか取り付けられていなかったことに起因するものであった。また、艦内の配管の継ぎ目に必要な補強も行われておらず、配管は溶接だけで接合されていた[12]。